# Стад ду Уїже
Агреміасау Деспортіва Стад ду Уїже або просто Стад ду Уїже (порт. Agremiação Desportiva Stad do Uíge) — професіональний ангольський футбольний клуб з міста Уїже. Клуб проводить домашні матчі на стадіоні «Ештадіу 4 де Жанейру» у місті Уїже, який вміщує 1 500 глядачів.

## Історія клубу
«Стад ду Уїже» був заснований в 2010 році. Після заснування клубу, в перший же рік він виграв чемпіонат провінції Уїже, та в 2011 році вийшов до другого дивізіону, Гіра Анголи. Команда посіла друге місце в Серії C Гіра Анголи. У 2012 році він, таким чином, мав грати у першій ангольській лізі, Гірабола. Проте клуб не підвищився в класі. Після тимчасового розширення Гіра Анголи, «Стад ду Уїже» опинився в третій групі — Серії C (станом на січень 2015 року).
Спортивний клуб, крім футбольної, також має секції з атлетики та велоспорту.

## Досягнення
- Чемпіонат провінції Уїже
  -  Чемпіон (1): 2010

- Гіра Ангола (Серія C)
  -  Срібний призер (1): 2011